# Coțofănești (gmina)
Coțofănești – gmina w Rumunii, w okręgu Bacău. Obejmuje miejscowości Bâlca, Boiștea de Jos, Borșani, Coțofănești i Tămășoaia. W 2011 roku liczyła 3199 mieszkańców.